# Pierre Domenchin de Chavannes
 (signalé en mai 2025).
Si vous disposez d'ouvrages ou d'articles de référence ou si vous connaissez des sites web de qualité traitant du thème abordé ici, merci de compléter l'article en donnant les références utiles à sa vérifiabilité et en les liant à la section « Notes et références ».
- Archive Wikiwix
- Bing
- Cairn
- DuckDuckGo
- E. Universalis
- Gallica
- Google
- G. Books
- G. News
- G. Scholar
- Persée
- Qwant
- (zh) Baidu
- (ru) Yandex
- (wd) trouver des œuvres sur Wikidata

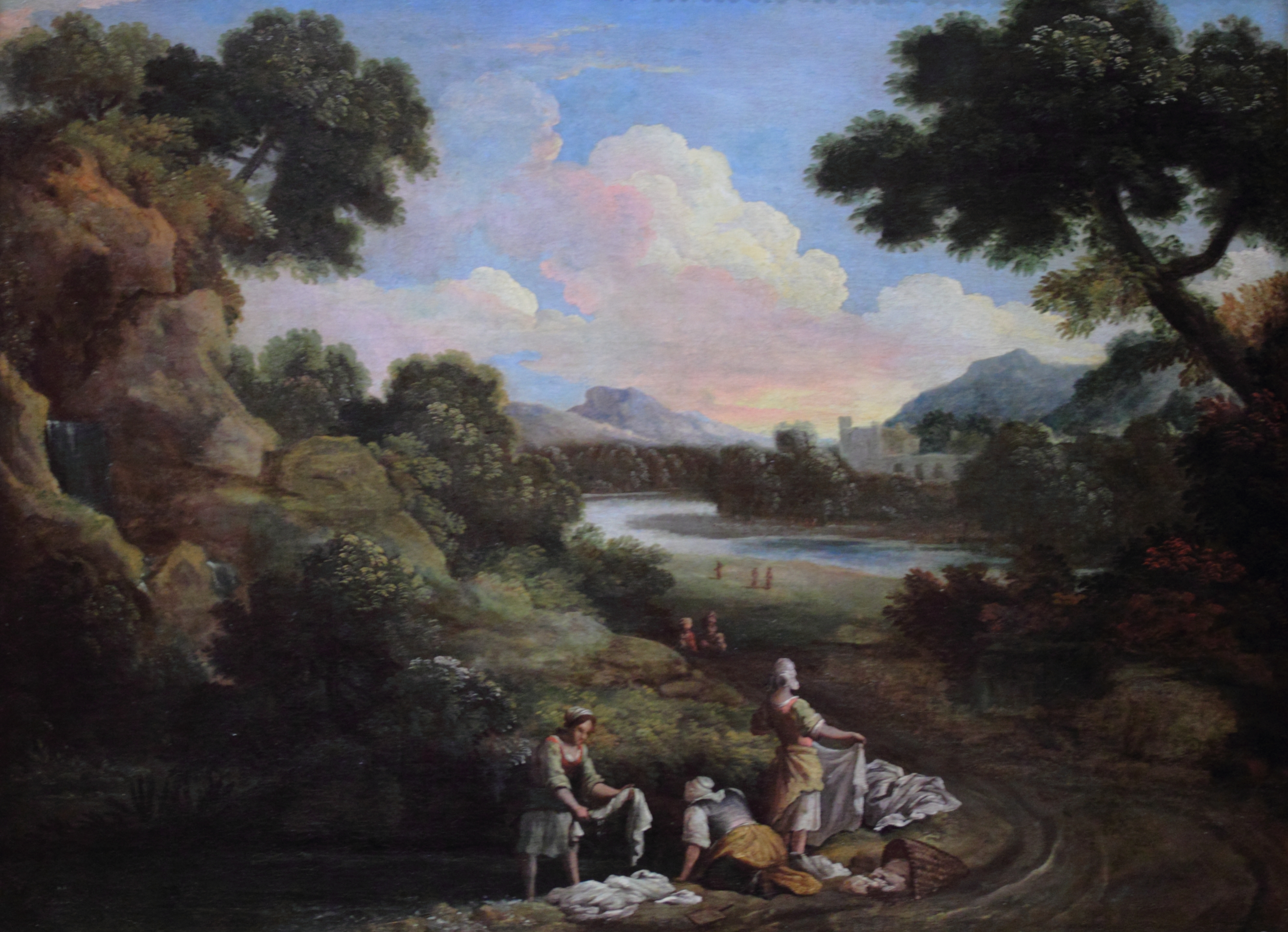
Paysage aux lavandières, huile sur toile, Rennes, musée des Beaux-Arts.

Pierre Salomon Domenchin de Chavannes (né à Paris en 1673, mort dans la même ville en 1744), est un peintre français du XVIIIe siècle. Il peint essentiellement des paysages.
Il est agréé à l'Académie royale de peinture et de sculpture en 1701, puis est reçu à l'Académie le 23 août 1709, en présentant un Paysage aux pasteurs. La même année, il reçoit commande de quatre tableaux pour Trianon-sous-Bois. 
Peintre ordinaire du roi, il livre tout au long de sa carrière des paysages bucoliques et champêtres pour l'ornement des châteaux royaux (Versailles, Fontainebleau, Compiègne). En 1732, il reçoit commande de plusieurs dessus-de-porte pour le petit cabinet du roi à Versailles. En 1737, il reçoit commande de deux tableaux pour le cabinet de retraite de la reine, et d’autres tableaux pour le petit appartement du roi, à Fontainebleau. Il expose au Salon en 1738 et 1739.

## Liste des tableaux
- Paysage avec figures, vers 1700, Rennes, musée des Beaux-Arts
- Les Pasteurs, 1709, Paris, Ecole nationale supérieure des Beaux-Arts
- Paysage avec un rocher percé, 1709, Fontainebleau, musée national du château
- Paysage avec deux cavaliers, 1709, Fontainebleau, musée national du château
- Paysage aux bergères, vers 1710-1720, Quimper, musée des Beaux-Arts
- Paysage aux paysannes sur un pont, 1727, collection particulière
- Paysage aux lavandières, vers 1730-1740, Rennes, musée des Beaux-Arts
- Paysage avec moutons, chèvres et pâtre, 1732, Versailles, musée national du château
- Bergères gardant leur troupeau, 1732, Versailles, musée national du château
- Bergers gardant leur troupeau, 1732, Versailles, musée national du château
- Les Fenaisons, 1734, collection particulière
- Paysage avec des bergers, 1737, Fontainebleau, musée national du château
- Paysage, 1737, Fontainebleau, musée national du château
- Apollon gardant les troupeaux d’Admète, Paris, musée du Louvre
- Paysage pastoral, Paris, musée du Louvre
- La Moisson, Dijon, musée Magnin
- Paysage de la campagne romaine, Caen, musée des Beaux-Arts
- Paysage au château dans les montagnes, Arkhangelsk, musée des Beaux-Arts
- Paysage au coucher de soleil, Arkhangelsk, musée des Beaux-Arts